# Elgiva divisa
Elgiva divisa är en tvåvingeart som först beskrevs av Friedrich Hermann Loew 1845.  Elgiva divisa ingår i släktet Elgiva och familjen kärrflugor. Arten är reproducerande i Sverige. Inga underarter finns listade i Catalogue of Life.